# Léhon
Léhon korábbi község Franciaországban, Côtes-d’Armor megyében. Lakosainak száma 3110 fő (2018. január 1.). Léhon Dinan, Lanvallay, Quévert, Saint-Carné és Trélivan községekkel határos.
2018. január 1-jén a korábbi Dinannal egyesült és az így létrejött (azonos nevű) Dinan új község része lett.

## Népesség
A település népességének változása:
| Lakosok száma | 2415 | 2655 | 3124 | 3219 | 3103 | 3084 | 3050 | 3072 | 3105 | 3110 |
|               | 1968 | 1975 | 1982 | 1990 | 1999 | 2011 | 2013 | 2015 | 2017 | 2018 |